# Provence (Frankrijk)

De verdeling van de historische provincie over huidige departementen

De Provence is een gebied in het zuidoosten van Frankrijk. De Provence ligt tussen de Middellandse Zee, het Rhônedal en Italië, voor het overgrote deel in de administratieve regio Provence-Alpes-Côte d'Azur. In ruime zin strekt de Provence zich in het westen uit tot voorbij Nîmes (administratief in Occitanië) en in het noorden tot het zuiden van het departement Drôme (Auvergne-Rhône-Alpes).
Grote steden in het gebied zijn Marseille, Nice, Toulon, Avignon en Aix-en-Provence.

## Geschiedenis
De naam Provence is ontstaan uit het Latijnse provincia. De huidige Provence is het oostelijke deel van het gebied dat als Provincia Romana in 121 v.Chr. deel werd van het Romeinse Rijk.
In de vijfde eeuw werd het door de Goten geregeerd. Dit duurde tot 536, toen de Franken het veroverden. In 713 werd de Provence geteisterd door Moorse plundertochten afgesloten met de Slag bij Avignon in 737.
Bij het Verdrag van Verdun (843) en splitsing van Karolingische rijk, werd het toebedeeld aan keizer Lotharius I, heersers van het Midden-Francië. Zijn zoon Karel van Provence maakte er het koninkrijk Provence of Cisjuranisch Bourgondië van, dat een kort leven beschoren was (855-863). Na zijn dood erft zijn broer Lotharius II het kleine noordelijk deel van diens koninkrijk tot aan Vienne. De rest van Karels koninkrijk komt in bezit van zijn andere broer keizer Lodewijk II. Lodewijk II van Italië.
Een wanordelijke periode volgt. Na de dood van Lotharius II, wordt door Karel de Kale en Lodewijk de Duitser de Provence bij het Verdrag van Meerssen (870) opnieuw bij het keizerlijk gebied gevoegd, maar slechts voor korte tijd, want na de dood van keizer Lodewijk II in 875 viel het in handen van de koning van Frankrijk Karel de Kale, alweer voor maar een poosje. Karels zwager Boso V van Provence liet zich in 879 uitroepen tot koning van het tweede koninkrijk Provence. De zoon van Boso V, keizer Lodewijk III de Blinde, vertrouwde het bestuur ervan toe aan zijn zwager Hugo van Arles, die het land op zijn beurt overdroeg in 934 aan schoonbroer Rudolf II, koning van Transjuranisch Bourgondië. Het nieuwe geheel werd het tweede koninkrijk Bourgondië-Provence, ook wel Koninkrijk Arles genoemd. Dat bleef bestaan tot de dood van Rudolf III van Bourgondië in 1032.
Het graafschap Provence ontstaat uit het huwelijk in 924 van Boso I van Provence, zoon van hertog van Bourgondië Richard I met Bertha (913-965), dochter van Boso III van Arles de broer van Hugo van Arles, en de zwakke macht van Rudolf II van Bourgondië. Bosso II van Arles, mogelijke kleinzoon van Boso III van Arles, zoon van Rotbald I van Provence volgde hem op.
Met het uitsterven van de mannelijke lijn, bereikten Dulcia van Provence en Alfons Jordaan van Toulouse in 1125 een akkoord over de verdeling van het graafschap Provence in een markizaat, graafschap Forcalquier of Opper-Provence en een graafschap Arles of graafschap Provence of Neder-Provence genoemd. Dulcia trouwde met Raymond Berengarius III van Barcelona, waardoor het graafschap Provence onderdeel werd van Kroon van Aragón. Van 1033 tot 1264 maakte het als markizaat en graafschap deel uit van het Heilige Roomse Rijk.
Door het huwelijk in 1246 van Beatrix van Provence met Karel van Anjou, zoon van koning Lodewijk VIII van Frankrijk, komt het graafschap toe aan de hertog van Anjou.
In 1388 werden de zogeheten Nizzardische Landen (het achterland van Nizza of Nice) afgestaan door Provence aan Amadeus VII van Savoye van het graafschap Savoye. Het gebied omvatte naast Nice ook Puget-Théniers, dorpen in de valleien van de Tinée en de Vésubie en de dorpen Breglio en Saorgio in de vallei van de Roia.
Sinds 1481, na de dood van Karel V van Maine, behoort Provence toe aan Lodewijk XI van Frankrijk en werd deel van het Frankrijk en tot aan de Franse Revolutie was het een zelfstandige Franse provincie.

## Wijnbouw

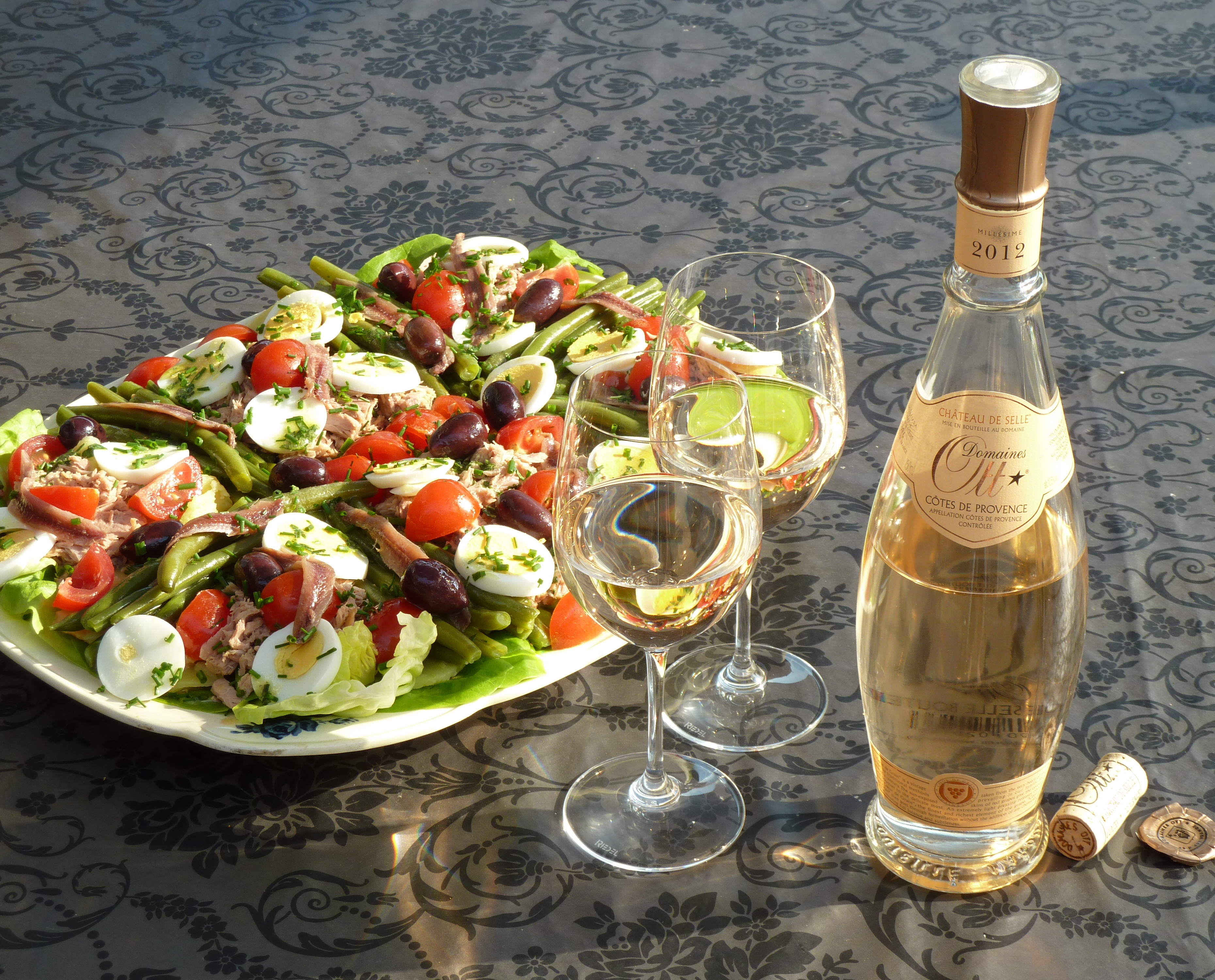
Salade niçoise met Provençaalse roséwijn.

De wijnstreek Provence staat bekend als de grootste roséwijnproducent ter wereld, met name gebotteld in de drie Appellations, coteaux-d'aix-en-provence, coteaux-varois-en-provence en côtes-de-provence.
De eerste roséwijn vindt zijn origine in de Provence, circa 600 jaar v.Chr., toen de Grieken de eerste wijnranken aanplantten in de regio rond Marseille. In de 21e eeuw is de regio rond Aix-en-Provence representatief voor de wijnen uit deze regio. Kenners geven aan dat de beste rosés uit deze regio komen. Voorbeelden zijn AIX Rosé, Revelette, Vignelaure en La Coste evenals La Bernarde, Estello en Ott.
De regio in haar geheel wordt gekenmerkt door de associatie met de Côte d'Azur en haar mondaine levensstijl.

## Sport
De Provence wordt in het voetbal vertegenwoordigd door het Provençaals voetbalelftal. Het speelt soms internationale wedstrijden. Onder auspiciën van de voetbalbond NF-Board werd in 2009 de halve finale van het wereldkampioenschap voetbal bereikt, waar het elftal uitgeschakeld werd door Koerdistan. De Provence behaalde een vierde plaats op het toernooi, tot op heden het beste resultaat van het team.

## Afkomstig uit de Provence
- Johannes van Matha (ca. 1160-1213), stichter Trinitariërs.
- Jean Pierre Solié (1755-1812), componist
- Frédéric Mistral (1830-1914), dichter
- Paul Cézanne (1839-1906), schilder
- Charles Maurras (1868-1952), schrijver en politicus
- Charles Camoin (1879-1965), schilder
- Pierre Boulle (1912-1994), schrijver
- Hubert de Givenchy (1927-2018), couturier